# Paula Poblete
Paula Poblete Maureira (Santiago del Cile, 5 agosto 1978) è una politica ed economista cilena, dall'11 marzo 2022 sottosegretaria della Valutazione Sociale del Cile nel governo di Gabriel Boric.

## Biografia
Paula Poblete Maureira nacque a Santiago del Cile il 5 agosto del 1978.
Studiò economia presso la Pontificia università cattolica del Cile e successivamente seguì un master in politica pubblica all'Università del Cile.

### Percorso professionale
Esercitò la sua professione nel settore pubblico e privato. Inoltre lavorò come ricercatrice presso il Consiglio Nazionale della Cultura e delle Arti del Cile durante i governi di Ricardo Lagos e Michelle Bachelet tra settembre del 2003 e febbraio del 2007, e successivamente, come analista presso il Dipartimento dei conti nazionali presso la Banca centrale del Cile da marzo del 2007 ad aprile del 2010. Inoltre lavorò come ricercatrice nell'Area Studi, Progetti e Consulenze della società di consulenza FOCUS tra maggio e settembre del 2013.
Da maggio del 2014 a gennaio del 2022, lavorò come direttrice degli Studi dell'Organizzazione Comunidad Mujeres, ricercando tematiche legate al lavoro, alla protezione sociale e al genere.
Contemporaneamente, è stata inoltre accademica universitaria e post laurea presso l'Università Cattolica di Valparaíso, l'Università Adolfo Ibáñez e l'Università Diego Portales in cattedre di economia.

### Percorso politico
È militante del partito Rivoluzione Democratica, di cui è stata segretaria generale tra il 2017 e il 2019. Fa anche parte della Fondazione 99 e della Fondazione Rumbo Colectivo. Quest'ultimo è il principale think tank della collettività.
Nell'ottobre 2021 si è unita, insieme agli economisti Fabián Duarte e Daniel Hojman, al Consiglio accademico economico della campagna presidenziale del candidato di Apruebo Dignidad Gabriel Boric, in vista dell'elezione di novembre di quell'anno.
Nel febbraio del 2022 viene nominata dall'attuale presidente Gabriel Boric (dopo essere stata vincitrice al secondo turno), titolare del Sottosegretario della Valutazione Sociale del Cile, ruolo che ha assunto ufficialmente l'11 marzo dello stesso anno, con l'avvio formale dell'amministrazione.
In seguito alla bocciatura della nuova costituzione, il governo Boric ha subìto un rimpasto, il quale ha visto l'uscita della ministra Jeannette Vega e che ha fatto divenire ad interim Paula Poblete dal 25 agosto al 6 settembre 2022 ministra dello sviluppo sociale e della famiglia.